# Дарна (община)
Дарна е община (шаабия) в Североизточна Либия. Глаен град на общината е Дарна.
Разположена в либийския североизток община Дарна граничи на от север и изток със Средиземно море, от изток също и с община Ал Бутнан, на юг е община Ал Уахат, а на запад Ал Джабал ал Ахбар.
От 1998 до 2007 г. община Дарна е доста по-малка по територия (виж картата) и граничи на запад и юг с община Ал Куба и с Ал Бутнан на югоизток.
| Портал | Портал „Африка“ съдържа още много статии, свързани с Африка. Можете да се включите към Уикипроект „Африка“. |